# جرجهم
جرجهم (به انگلیسی: Georgeham) یک روستا و محله مدنی در بریتانیا است که در North Devon واقع شده‌است. جرجهم ۱٬۴۸۷ نفر جمعیت دارد.